# 泡泡刺
泡泡刺（学名：Nitraria sphaerocarpa）为白刺属下的一个植物种。
白刺属舊屬蒺藜科，今屬白刺科。

## 外部連結
- 維基物種上的相關：泡泡刺